# Gangsta's Paradise (album)
Gangsta's Paradise is het tweede muziekalbum van de West Coast-rapper Coolio. Het album werd uitgegeven op 21 november 1995, door Tommy Boy Records en Warner Bros. Records. Het album werd geproduceerd door Coolio, Christopher Hamabe, Devon Davis, Doug Rasheed en Brian "The Wino" Dobbs. Het nummer Gangsta's Paradise behaalde een nummer 1-hit in de Billboard Hot 100. 1, 2, 3, 4 (Sumpin' New) behaalde hier de vijfde plaats.

## Nummers
|    | Nummer                     | Producent(en)                                | Artiest(en)                                           |
| -- | -------------------------- | -------------------------------------------- | ----------------------------------------------------- |
| 1  | "That's How It Is"         | Coolio                                       | Coolio, Talkbox                                       |
| 2  | "Geto Highlites"           | Christopher Hamabe, Devon Davis              | Coolio, 40 Thevz                                      |
| 3  | "Gangsta's Paradise"       | Doug Rasheed                                 | Coolio, L.V., Trinna Simmons                          |
| 4  | "Too Hot"                  | Brian Dobbs                                  | Coolio, J.T. Taylor                                   |
| 5  | "Cruisin'"                 | Christopher Hamabe, Devon Davis              | Coolio, Malika, Shaunna D.                            |
| 6  | "Exercise Yo Game"         | Jay Williams, Maurice Thompson               | 40 Thevz, Coolio, E-40, Kam                           |
| 7  | "1, 2, 3, 4 (Sumpin' New)" | James Carter, Poison Ivey                    | Coolio                                                |
| 8  | "Smilin'"                  | Dominic Aldridge, James Carter, Reece Carter | Coolio, Baby G                                        |
| 9  | "Fucc Coolio"              | Coolio                                       | Coolio                                                |
| 10 | "Kinda High Kinda Drunk"   | Dominic Aldridge, James Carter, Danny Taylor | Coolio                                                |
| 11 | "For My Sistas"            | Oji Pierce                                   | Coolio, Lashann Dendy                                 |
| 12 | "Is This Me?"              | Devon Davis                                  | Coolio, LV, Rated R                                   |
| 13 | "A Thing Goin' on"         | Oji Pierce                                   | Coolio, Jeremy Monroe                                 |
| 14 | "Bright as the Sun"        | Oji Pierce                                   | Coolio, Will Wheaton                                  |
| 15 | "Recoup This"              | Spoon                                        | Coolio, Capucine Jackson, P.S.                        |
| 16 | "The Revolution"           | Brian Dobbs                                  | Coolio                                                |
| 17 | "Get Up, Get Down"         | Brian Dobbs                                  | Coolio, Leek Ratt, Malika, P.S., Ras Kass, Shorty, WC |

## Certificaten
| Land      | Certificaat  | Datum          | Aantal albums |
| --------- | ------------ | -------------- | ------------- |
| Canada    | Platinum     | 21 juli 1997   | 100,000       |
| Duitsland | Goud         | 1996           | 150,000       |
| Nederland | Goud         | 1996           | 40,000        |
| Zweden    | Goud         | 28 maart 1996  | 10,000        |
| Engeland  | Goud         | 1 januari 1996 | 400,000       |
| Amerika   | 2 x platinum | 10 april 1996  | 2,000,000     |

## Hitlijsten
| Land (1995-1996)                                  | Hoogste positie |
| ------------------------------------------------- | --------------- |
| Australië                                         | 12              |
| Oostenrijk                                        | 4               |
| België (Flanders)                                 | 28              |
| België (Wallonia)                                 | 14              |
| Nederland                                         | 9               |
| Finland                                           | 11              |
| Frankrijk                                         | 38              |
| Duitsland                                         | 6               |
| Nieuw-Zeeland                                     | 5               |
| Noorwegen                                         | 24              |
| Zweden                                            | 16              |
| Zwitserland                                       | 2               |
| Engeland                                          | 18              |
| Verenigde Staten Billboard 200                    | 9               |
| Verenigde Staten Billboard Top R&B/Hip-Hop Albums | 14              |

It Takes a Thief · Gangsta's Paradise · My Soul · Coolio.com · El Cool Magnifico · The Return of the Gangsta · Steal Hear · Fantastic Voyage: The Greatest Hits